# La Población (Cantabria)
La Población, también conocida como La Población de Yuso,  es una localidad del municipio de Campoo de Yuso (Cantabria, España), situada a orillas del pantano del Ebro. En el año 2012 contaba con una población de 133 habitantes (INE). La localidad se encuentra a 833 m s. n. m. y a 5 km de la capital municipal, La Costana. Es conocida por el pan y las empanadas de atún y chorizo. En la localidad se encuentra el Centro Ornitológico del Embalse del Ebro.

## Paisaje y naturaleza
Otro más de la larga lista de pueblos que se vieron afectados por el cierre de la presa del pantano, hasta el punto de quedar su casco urbano claramente dividido en dos barrios separados por una lengua de agua. En La Población de Yuso se empiezan a notar en el paisaje determinadas características propias de los Valles Pasiegos como en el caso de las tapias de piedra separando los lindes de las tierras de labranza.

## Patrimonio histórico
Parte del patrimonio de La Población desapareció bajo las aguas. De hecho, edificios tan representativos como la iglesia, la escuela o el puente, que ponen en contacto los dos barrios del pueblo, se construyeron en los años 40. En el caso de la iglesia, de advocación a san Andrés, se siguió un estilo neobarroco en el que se reconocen muy de lejos algunos elementos de la arquitectura religiosa de los siglos XVI-XVII como la cabecera poligonal o la torre a los pies de doble tronera. Más interés tiene la ermita de Nuestra Señora del Humano. Tiene pequeñas dimensiones y las debió tener aún menores a juzgar por la escala del ábside semicircular, de reminiscencias románicas. El resto de la fábrica se corresponde con una reforma barroca del siglo XVIII en la que destaca la portada de orejeras y la minúscula espadaña del hastial. Conserva un interesante retablo rococó.  El curioso topónimo «Humano» procede de la evolución etimológica de «Loma/Lomano/Humano» pues con esas tres formas aparece escrito en los libros de fábrica antiguos.
Muy cerca de la ermita hay una casona con fachada de buena sillería que sigue la tipología de casa rural de los valles bajos montañeses, de muros cortafuegos salientes y balcón en la solana que no es muy usual ver en los valles campurrianos.
Destacan en el lugar los vestigios del campamento romano de El Cincho, que fue declarado bien de interés cultural en el año 2004.
- Datos: Q5964893